# Prins Amadeiro

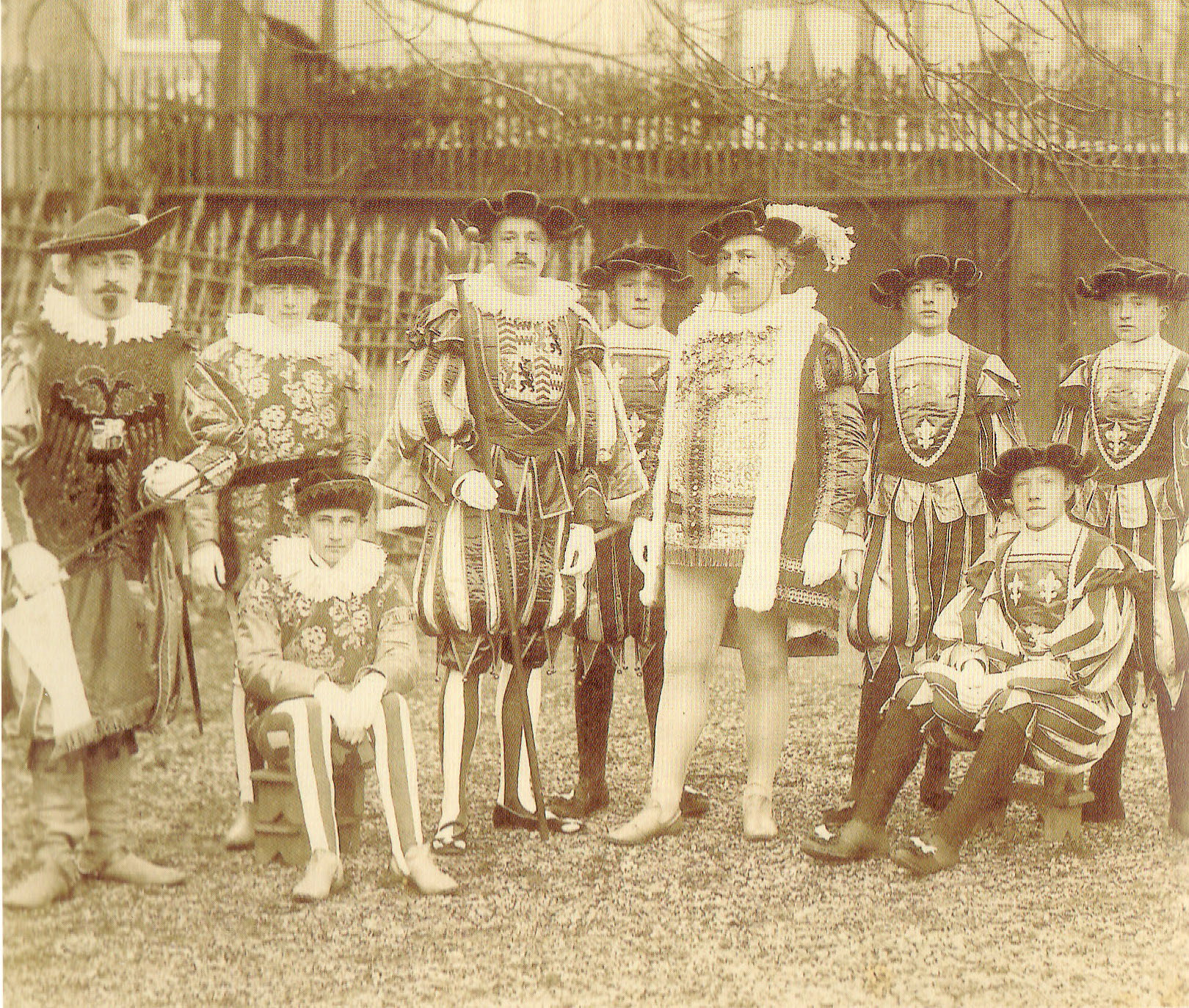
Prins Amadeiro II met zijn pages (ca. 1886)

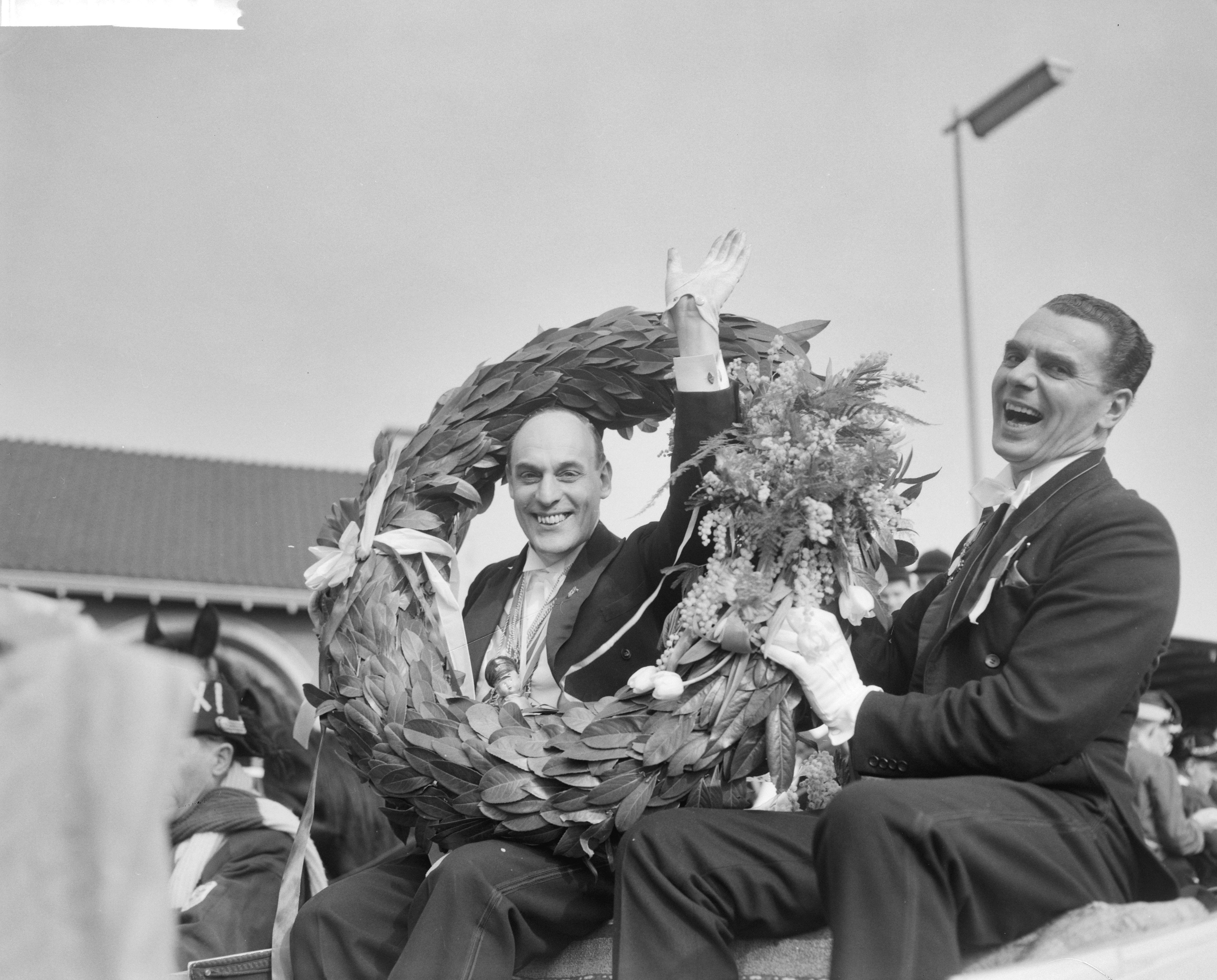
De intocht van Prins Amadeiro XVIII (Theo Boesman) 1961

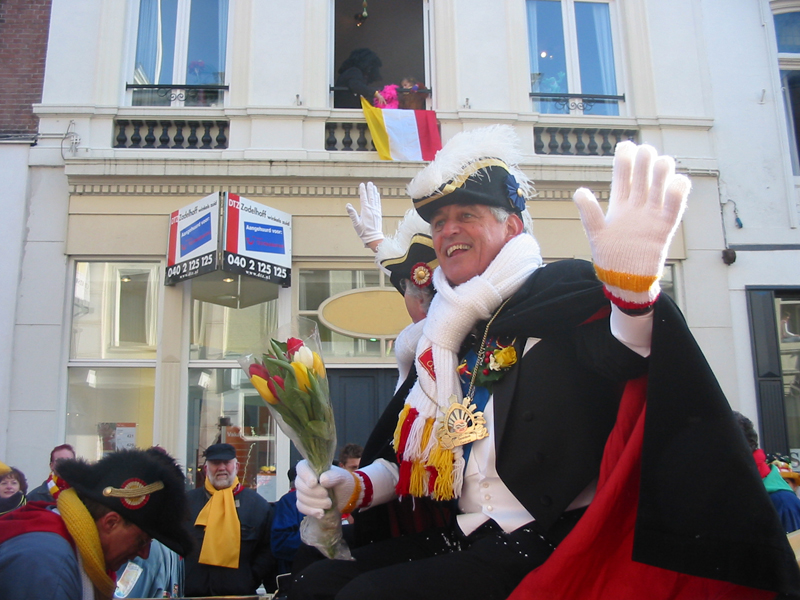
Prins Amadeiro XXIV tijdens Intocht 2006

Prins Amadeiro (officieel: Prins Amadeiro Ricosto di Carnavallo, Ridder van het reksaM, Heer en Meester van Oeteldonk en deszelfs omliggende watervrije moerassen en zandwoestijnen enz., enz., enz.) is gedurende het Carnaval de vorst van Oeteldonk. Hij wordt vaak simpelweg als "Hoogheid" aangeduid. In die functie wordt hij continu bijgestaan door zijn Adjudant.
Prins Amadeiro en zijn Adjudant worden elk jaar op Carnavalszondag om 11.11 uur onthaald op Oeteldonk Centraol (Station 's-Hertogenbosch). Na een grootse ontvangst op het perron en op het plein voor Oeteldonk Centraol wordt Prins Amadeiro door de Oeteldonkse bevolking ingehaald tijdens de intocht. Ook de optocht (op Carnavalsmaandag) vindt ter ere van hem plaats. Volgens de Oeteldonkse traditie is het tijdens de Carnavalsdagen feest in Oeteldonk, omdat Prins Amadeiro zijn dorp (vaak als "Zijn Pronkjuweel" aangeduid) bezoekt. Het bezoek van de Prins is dus de directe aanleiding voor de feestelijkheden. Gastheer van Zijne Hoogheid is de "Burgervaojer" (burgemeester) van Oeteldonk, die Peer vaan den Muggenheuvel tot den Bobberd heet.

De huidige prins (buiten de Carnavalsdagen bekend als Jean-Philippe Monod de Froideville) is op 2 maart onthaald en is de 27e telg van de dynastie der Amadeiro's. De vorige Prins (buiten de Carnavalsdagen bekend als Koen Becking) abdiceerde op 8 oktober 2024, naar eigen zeggen omdat hij zijn hoogtepunt had bereikt.
In de beslotenheid van Ons Winterpaleis hebben Wij deze zomer in gedachten de verhalen en lessen van Onze voorvaderen doorleefd. Hun bezoeken aan Oeteldonk weerspiegelen de rijkdom van Uw tradities en de liefde voor Uw Pronkjuweel. Eén les blijft Ons bijzonder bij: “Het is belangrijk te stoppen op het hoogtepunt.” 
Amadeiro XXVI had daarmee de kortste regeerperiode sinds de jaren 80.
De Dynastie der Amadeiro's stamt uit 1883 (één jaar na oprichting van het dorp Oeteldonk), toen voor de eerste maal een prins van deze dynastie in Oeteldonk werd onthaald. In tegenstelling tot de meeste plaatsen in Nederland waar Carnaval wordt gevierd, blijft de Prins in Oeteldonk aan de macht tot hij abdiceert. Dit houdt meestal in dat een Prins vele jaren achtereen regeert, in plaats van een periode van één jaar, zoals in vele andere plaatsen het geval is.
De Prins drukt zich steeds uit in de pluralis majestatis (het koninklijk meervoud), het Algemeen Beschaafd Nederlands en gaat meestal gekleed in een Bourgondisch prinsenkostuum. Anders dan in andere plaatsen waar Carnaval wordt gevierd, mag de prins niet uit de plaats zelf (in dit geval 's-Hertogenbosch) komen; om de passende "afstand" tot deze personage te creëren komt de vertolker van deze rol steeds van buiten de stad. Bovendien was het lange tijd traditie dat de prins niet katholiek mocht zijn. Dit om het contrast tussen de overwegende katholieke Bosschenaren en de hoogheid te benadrukken.
Het Carnaval in 's-Hertogenbosch is van een (zuiver) Bourgondische variant zoals dat ook in Krabbegat (Bergen op Zoom) het geval. In Oeteldonk ziet men dan ook geen dansmariekes en steken met fazantenveren. Bovendien wordt de uitroep "Alaaf" niet gebruikt.

## Lijst van de Dynastie der Amadeiro's
| Periode      | dynastie             | naam                               | foto |
| ------------ | -------------------- | ---------------------------------- | ---- |
| 2024 - Heden | Amadeiro XXVII       | Jean-Philippe Monod de Froideville |      |
| 2019 - 2024  | Amadeiro XXVI        | Koen Becking                       |      |
| 2006 - 2018  | Amadeiro XXV         | Koos Woltjes                       |      |
| 1997 – 2006  | Amadeiro XXIV        | Karel Noordzij                     |      |
| 1983 - 1996  | Amadeiro XXIII       | Jos Kieboom                        |      |
| 1981 – 1982  | Amadeiro XXII        | Jan Kappelle                       |      |
| 1974 – 1980  | Amadeiro XXI         | Gerrit Neef                        |      |
| 1967 – 1973  | Amadeiro XX          | Joan Mommaal                       |      |
| 1964 – 1966  | Amadeiro XIX         | Hans 'Bok' De Korver               |      |
| 1957 – 1963  | Amadeiro XVIII       | Theo Boesman                       |      |
| 1954 – 1956  | Amadeiro XVII        | Herman Jonker                      |      |
| 1946 – 1953  | Amadeiro XVI         | Pom van der Elst                   |      |
| 1939         | Amadeiro XVIII       | Richard van Wulfften Palthe        |      |
| 1938         | Amadeiro XVII        | Frans Molzer                       |      |
| 1929 – 1937  | Amadeiro XVI         | Pom van der Elst                   |      |
| 1928         | Amadeiro XV          | Henk Smit                          |      |
| 1926 – 1927  | Amadeiro XIV         | Jan De Beukelaar                   |      |
| 1922 – 1925  | Amadeiro XII en XIII | Jan Bartels                        |      |
| 1921         | Amadeiro XI          | Oscar Bax Stevens                  |      |
| 1919 – 1920  | Amadeiro VIII        | (onbekend)                         |      |
| 1912 – 1914  | Amadeiro VII         | Van der Made                       |      |
| 1911         | Amadeiro VI          | de Jong Verhagen                   |      |
| 1911         | Amadeiro V           | Sir Highly*                        |      |
| 1900 – 1910  | Amadeiro IV          | Jan Bax                            |      |
| 1898         | Amadeiro III         | Gaston Lambriex                    |      |
| 1885 – 1894  | Amadeiro II          | Johan Gostelie                     |      |
| 1883 – 1884  | Amadeiro I           | François Hohmann                   |      |

[*] Amadeiro V heeft nooit in het openbaar opgetreden. Men vond het in die tijd niet gepast dat iemand met een hogere functie in het leger prins werd. Dit werd ook verboden door het Ministerie van Oorlog. In kranten werd op 20 februari 1911 de proclamatie verspreid dat Amadero (zoals toen nog werd geschreven) 'door omstandigheden onafhankelijk van Onzen wil' afstand van de troon werd gedaan ten gunste van 'Onzen neef, Z.K.H. Kroonprins George'. 
Bron: Website Carnaval in ons eigen Oeteldonk.

## Trivia
- In 's-Hertogenbosch is een plein genoemd naar Prins Amadeiro. Een gedeelte van de Kerkstraat is omgedoopt tot het Amadeiroplein.